# Bluffton (South Carolina)
Bluffton ist eine Kleinstadt (town) im Beaufort County des US-Bundesstaates South Carolina. Sie liegt im South Carolina Lowcountry. Das U.S. Census Bureau hat bei der Volkszählung 2020 eine Einwohnerzahl von 27.716 ermittelt. Bluffton liegt hauptsächlich an der U.S. Route 278, zwischen Hilton Head Island und der Interstate 95. Das ursprüngliche Gebiet der Stadt von einer Quadratmeile, das heute als Old Town bekannt ist, liegt am nördlichen Ufer des May River.

## Geschichte
Die Stadt Bluffton wurde auf zwei angrenzenden Parzellen in der Devil's Elbow Barony errichtet, die von Benjamin Walls und James Kirk erworben wurden. Die ersten Häuser wurden in den frühen 1800er Jahren von Plantagenbesitzern errichtet, die die Höhenlage und die kühle Flussbrise als Zufluchtsort vor den ungesunden Bedingungen auf den Reis- und Baumwollplantagen im Lowcountry nutzten. Der einfache Zugang zum Wasser bot einen weiteren Anreiz zur Expansion, und die vielen gezeitenabhängigen Buchten boten ausgezeichnete Standorte für Wohnsitze. Die Gemeinde war ursprünglich als Kirk's Landing oder Kirk's Bluff bekannt, wie im Mill's Atlas von 1825 dargestellt. Die ersten Straßen wurden in den 1830er Jahren offiziell angelegt und der Name Bluffton wurde in den frühen 1840er Jahren als Kompromiss zwischen den Familien Kirk und Pope beschlossen.
Die erste Sezessionsbewegung in South Carolina begann unter der heute so genannten Sezessionseiche, angeführt von R. Barnwell Rhett am 31. Juli 1844 nach dem die US-Regierung Importzölle erlassen hatte die den Südstaaten schadeten. South Carolina wurde damit zu einer Hochburg der Sezessionsbewegung. In den 1850er Jahren wurde am Ende der Calhoun Street eine Dampfbootanlegestelle gebaut, und Bluffton wurde zum kommerziellen Zentrum des südlichen Beaufort County als Zwischenstation für Reisende zwischen Savannah und Beaufort. Im Jahr 1852 wurde die Stadt durch einen Akt der Generalversammlung von South Carolina offiziell gegründet und umfasste etwa eine Quadratmeile.
Bluffton blieb ein kommerzielles Zentrum, bis der Coastal Highway (US 17) und die Brücke bei Port Wentworth über den Savannah River fertiggestellt wurden, wodurch der Flussschiffhandel und das Reisen weniger attraktiv wurden. Die kurz darauf einsetzende Große Depression brachte das Ende des Wohlstands und der wirtschaftlichen Bedeutung der Stadt. Die Beliebtheit von Bluffton als Urlaubsort blieb auch nach dem Verlust der kommerziellen Bedeutung erhalten. Die Entwicklung von Hilton Head Island, dem nahegelegenen Sun City und ähnliche Entwicklungen in den 1990er Jahren führten zu einem Wiederaufleben der kommerziellen Aktivitäten in der Stadt. Im Jahr 1996 wurde Bluffton zum National Historic District mit 46 Gebäuden und zwei Sehenswürdigkeiten erklärt.

## Demografie
Nach einer Schätzung von 2019 leben in Bluffton 25.557 Menschen. Die Bevölkerung teilte sich im selben Jahr auf in 81,5 % Weiße, 7,4 % Afroamerikaner, 0,5 % amerikanische Ureinwohner, 2,1 % Asiaten und 2,0 % mit zwei oder mehr Ethnizitäten. Hispanics oder Latinos aller Ethnien machten 16,8 % der Bevölkerung aus. Das mittlere Haushaltseinkommen lag bei 82.481 US-Dollar und die Armutsquote bei 3,9 %.

## Wirtschaft
Aufgrund seiner Lage an der Küste von South Carolina und der Nähe zu Hilton Head Island ist Bluffton ein Ferienort und bedeutende Durchgangsstation für Touristen. Kultur, Gastronomie und Tourismus spielen dementsprechend eine wichtige Rolle für die lokale Wirtschaft.